# Łukasz Kaczmarek
Łukasz Kaczmarek est un joueur polonais de volley-ball né le 29 juin 1994. Il joue attaquant. 

## Palmarès

### Clubs
Championnat de Pologne D2:
- 2015

Coupe de Pologne:
- 2019, 2021

Championnat de Pologne:
- 2019
- 2021

Supercoupe de Pologne:
- 2019, 2020

Ligue des Champions:
- 2021[1]

### Équipe nationale
Ligue des Nations:
- 2021
- 2019

Coupe du Monde:
- 2019

Championnat d'Europe:
- 2021[2]